# Rhynchospora boliviensis
Rhynchospora boliviensis är en halvgräsart som beskrevs av Charles Baron Clarke. Rhynchospora boliviensis ingår i släktet småag, och familjen halvgräs. Inga underarter finns listade i Catalogue of Life.